# Тав (Пембрукшир)
Тав (вел. Tâf) је река у Уједињеном Краљевству, у Велсу. Дуга је 50 km. Улива се у Бристолски залив. 